# 社会の窓
『社会の窓』（しゃかいのまど）は、1999年4月から同年7月までフジテレビで放送されたトークバラエティ番組。放送時間は毎週月曜 - 木曜 24:30 - 24:50、金曜 25:25 - 25:45 (JST) 。
この項目では、1999年8月から同年9月30日まで同局で放送された後継番組『社会の窓2』についても触れる。

## 概要

### 社会の窓
いとうせいこうがMCを務めていた当時の番組は、三賢人と呼ばれるゲストとともに視聴者からの「民の声」を現代の良識として「社会の窓」に入れていくかを検討するという内容で放送。
民の声とは視聴者が街頭インタビュー・留守番電話・FAX・Eメールで送る投書・ギャグ・トリビアのことで、それらを基にMCと三賢人が様々な考察や推測をしながら議論をしていき、良識（または面白いと思う声）として認めるかを検討。また、セット外周部にいる観客20人が支持しているかを調べる「巷の声」が用意され、適宜使用された。ちなみに単位は「人」ではなく、「Mn」（ミンナ）という架空の単位が使われていた。始めは良識としての価値が無いであろう声が、角度を変えた考察をしていくことでその価値が見出される回もあった。
議論の末、まず三賢人による採決（良識として支持するか否か）を行い、それを参考にしたうえでMCが社会の窓に入れるかの判定を行う。ただし、三賢人全員が不支持に回ってもMCに絶対的な決定権があったため、良識として認められることもあった。社会の窓に入った民の声を送った視聴者には、番組特製ストラップ（YKK製ファスナーストラップ）が贈られた。
毎週金曜日の放送では、その週に社会の窓に入った民の声から、最も優れた良識に「窓王」の称号が与えられた。さらに1か月間の窓王の中から、さらに最も優れた良識に「大窓王」の称号が与えられ、賞金100万円が進呈された。

### 社会の窓2
同年8月からは『社会の窓2』と題して放送。薄暗い裁判所のセットは消え、いとうに替わって福井謙二が司会を務めるようになった。さらに、三賢人の代わりにU-turnとアリtoキリギリスが民の声を交互に紹介し、「窓姫」と呼ばれる女性ゲストがそのどちらが面白いのかを判定するという全くの別番組になり、フジテレビ公式サイトの掲示板には「つまらなくなった」「前の方がよかった」等の声が多数寄せられた。1999年9月30日、番組はいとう時代と合わせて半年で打ち切られた。

### 再放送
後の2005年11月9日から2007年1月までフジテレビ739で、この番組の3回分の内容を1まとめにしたものが隔週単位で再放送されていた。

## 出演者

### 司会
- いとうせいこう - 『社会の窓』時代のMC。
- 福井謙二（フジテレビアナウンサー） - 『社会の窓2』時代のMC。

### 推薦人
- U-turn - 全期間にわたって出演。
- アリtoキリギリス - 『社会の窓2』時代に出演。

### 三賢人
- 加納典明
- 美輪明宏
- 清水圭
- 南美希子
- ラサール石井
- みうらじゅん
- 片岡鶴太郎
- 嘉門達夫
- 大原かおり
- 泉麻人

### ナレーター
- 三村ロンド
- 松本真美